# Astarte montagui
Astarte montagui är en musselart som först beskrevs av Lewis Weston Dillwyn 1817.  Astarte montagui ingår i släktet Astarte och familjen Astartidae. Arten är reproducerande i Sverige. Inga underarter finns listade i Catalogue of Life.

## Bildgalleri

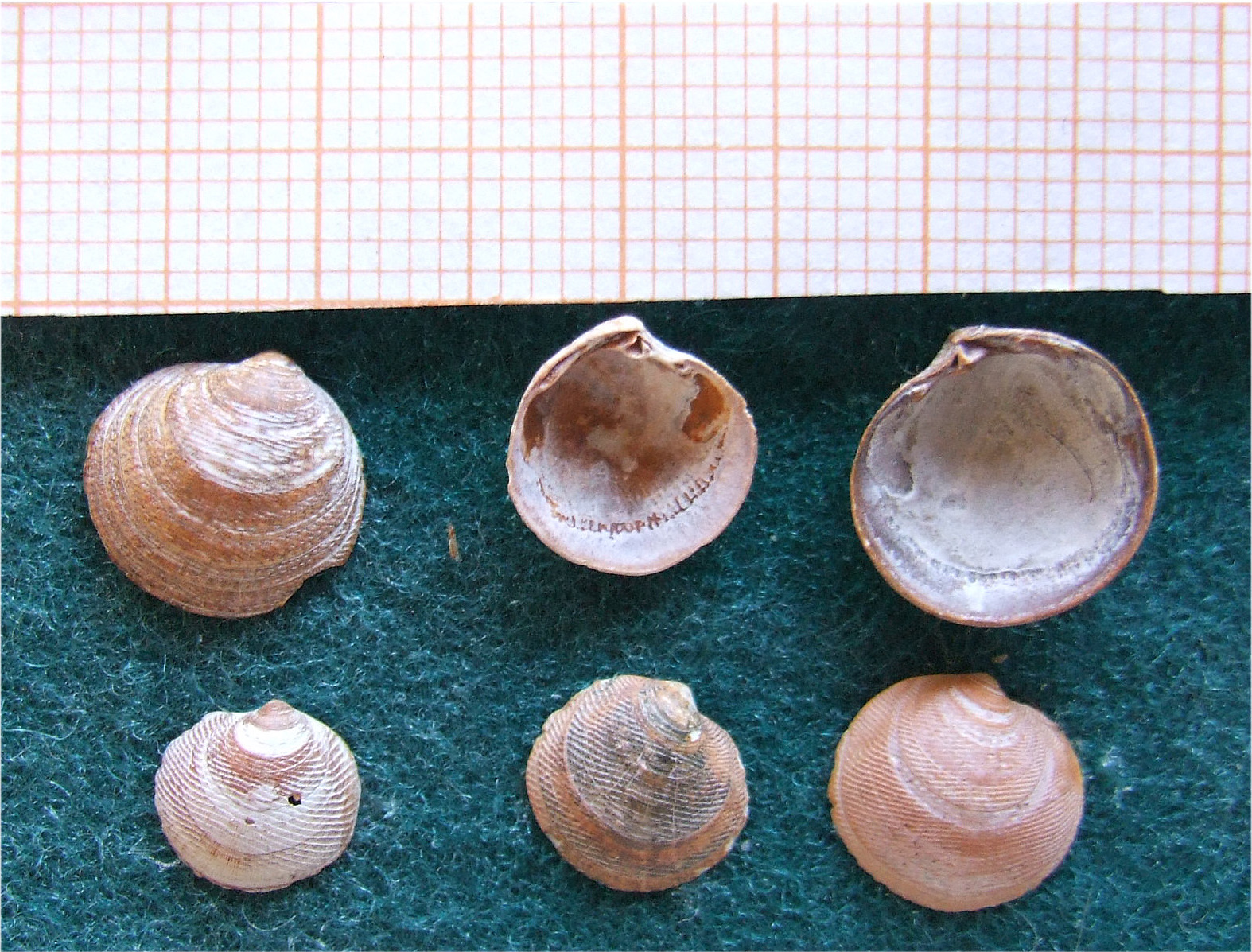
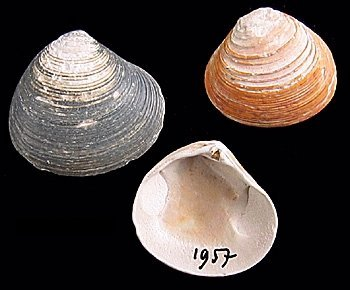
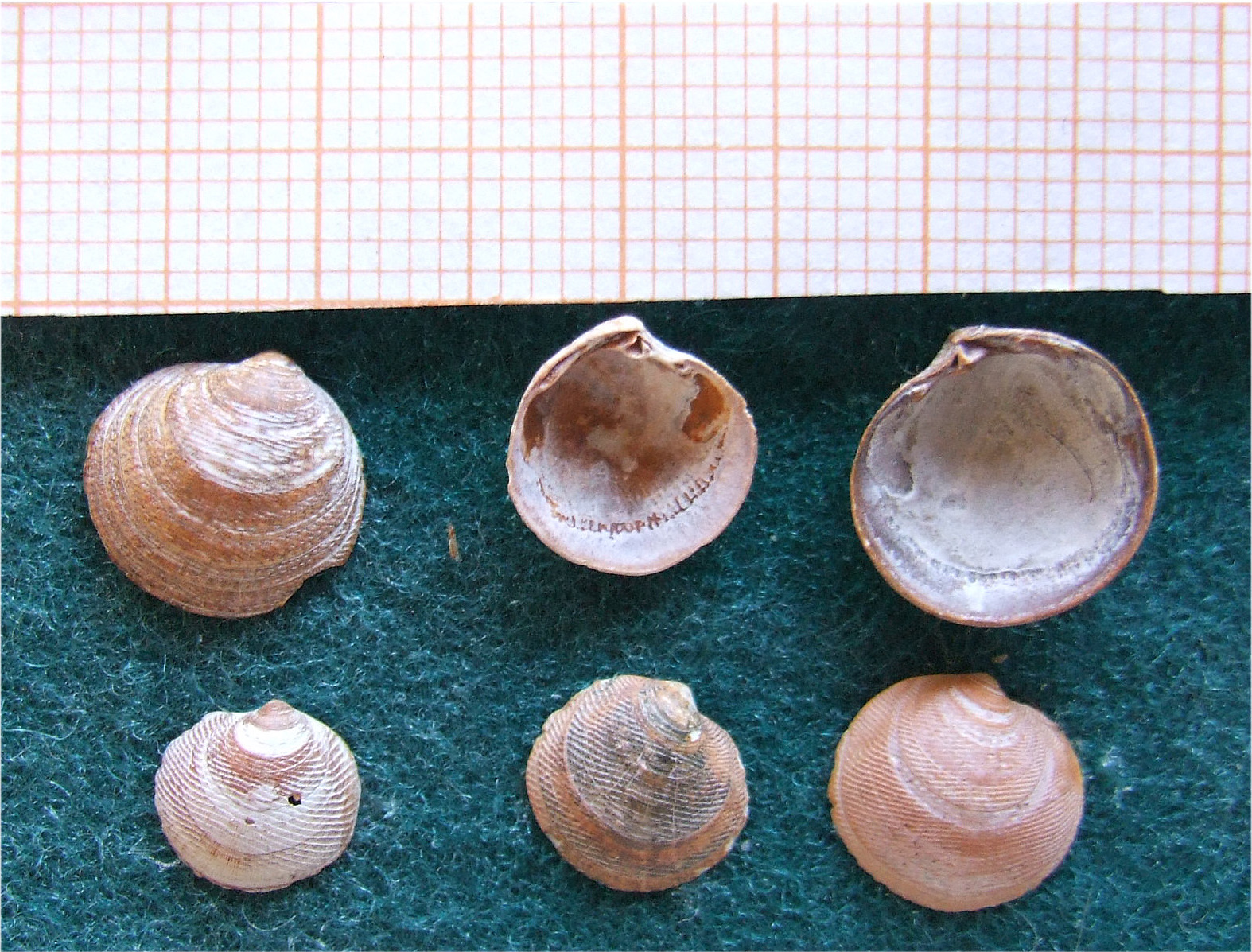